# Lançon (Ardennes)
Lançon je francouzská obec v departementu Ardensko v regionu Grand Est. V roce 2012 zde žilo 37 obyvatel.

## Poloha obce
Obec leží u hranic departement Ardensko s departementem Marne. Sousední obce jsou: Autry, Binarville (Marne), Condé-lès-Autry, Cornay, Grandham, Chatel-Chéhéry a Senuc.

## Vývoj počtu obyvatel
Počet obyvatel 